# أبو ثمامة الصائدي
أبو ثمامة الصائدي أو الصيداوي تابعي من فرسان العرب ووجوه الشيعة. ويسمّى بشهيد الصلاة، قتل يوم العاشر من محرم في كربلاء. كان من وجهاء الكوفة ورجلا عارفًا وشجاعًا، له اطّلاع بأنواع السلاح. عينه مسلم بن عقيل عندما أخذ البيعة من أهل الكوفة، على استلام الأموال وشراء السلاح.

## نسبه
اسمه عمر بن عبد الله وقيل عمرو بن عبد الله.

## مقتله
بعد أن قتل العديد من أصحاب الحسين في يوم العاشر من محرم، وبعد تناقص عددهم، أقبل أبو ثمامة الصيداوي للحسين قائلاً «نفسي لك الفداء، إني أرى هؤلاء قد اقتربوا منك، لا والله، لا تُقتل حتى أُقتل دونك، وأحبّ أن ألقى الله وقد صليت هذه الصلاة التي دنا وقتها» فرفع الحسين رأسه إلى السماء وقال «ذكرت الصلاة جعلك الله من المصلين الذاكرين، نعم، هذا أول وقتها.»
وكان واحدًا من آخر ثلاثة بقوا على قيد الحياة أثناء المعركة وقيل أنه سقط من أثر الجراح فحمله أقاربه من الميدان وتوفي بعد ذلك.